# Nowy Młyn (Komorniki)
Nowy Młyn (dodatkowa nazwa w j. niem. Neumühle) – przysiółek wsi Komorniki, położony w Polsce, w województwie opolskim, w powiecie krapkowickim, w gminie Strzeleczki Historycznie leży na Górnym Śląsku, na ziemi prudnickiej.
W latach 1945–1954 miejscowość należała do gminy Kórnica w powiecie prudnickim.
Przysiółek leży nieopodal rzeki Osobłogi.
Miejscowość wchodzi w skład sołectwa Komorniki.

## Nazwa
Nazwa przysiółka wywodzi się od powstałego w tym miejscu młyna, nazwanego nowym, ze względu na istniejący już młyn w Komornikach. 1 października 1948 r. nadano miejscowości, wówczas administracyjnie związanej z Komornikami i należącej do powiatu prudnickiego, polską nazwę Nowy Młyn.

## Historia
W 1571 r. na miejscu obecnego przysiółka utworzono staw rybny oraz przygotowano miejsce na młyn. Urbarz Głogówecki z 1635 r. informuje o młynie i powstającej obok niego osadzie. W 1925 r. młyn idzie na sprzedaż, a w jego miejsce zostaje uruchomiona elektrownia wodna, która działa aż do 1967 r.
W 1921 w zasięgu plebiscytu na Górnym Śląsku znalazła się tylko część powiatu prudnickiego. Nowy Młyn znalazł się po stronie wschodniej, w obszarze objętym plebiscytem.
W spisie gromad i miejscowości w powiecie prudnickim na dzień 1 stycznia 1953 wymieniono Nowy Młyn jako przysiółek Komornik. W 1966 w przysiółku mieszkało 70 osób. Według stanu na 31 grudnia 2010 miejscowość liczyła 46 mieszkańców.

## Religia
Przysiółek przynależy do parafii rzymskokatolickiej w Komornikach.

## Bezpieczeństwo
Do 1998 bezpieczeństwo pożarowe w Nowym Młynie było nadzorowane przez Komendę Rejonową PSP w Prudniku.
Miejscowość jest pod opieką dzielnicowego rejonu służbowego nr 8 Komendy Powiatowej Policji w Krapkowicach.
Teren miejscowości, jak i całej gminy Strzeleczki, położony jest w strefie nadgranicznej w związku z czym Straż Graniczna dysponuje, na tym obszarze, specjalnymi kompetencjami w zakresie bezpieczeństwa. Gminę Strzeleczki obejmuje zasięgiem służbowym placówka Straży Granicznej w Opolu ze Śląskiego Oddziału SG.